# 16e étape du Tour de France 2023
Pour un article plus général, voir Tour de France 2023.
La 16e étape du Tour de France 2023 se déroule le mardi 18 juillet 2023 sous forme de contre-la-montre individuel entre Passy et Combloux, sur une distance de 22,4 kilomètres.

## Parcours
Cette seule étape disputée sous la forme d'un contre-la-montre individuel ne se déroule pas sur un terrain plat (650 mètres de dénivelé positif). Une première côte, la côte de la Cascade de Cœur, est franchie après 4,1 km. Le premier temps intermédiaire est pris sur les hauteurs de Passy après 7,1 km. Le deuxième temps intermédiaire est pris à Domancy après 16,1 km. Les coureurs grimpent ensuite la seconde côte, la côte de Domancy, longue de 2,5 km à 9,4 % et reprise comme col de 2e catégorie. Le troisième temps intermédiaire est pris au sommet de cette côte après 18,9 km. Les derniers kilomètres menant à Combloux sont encore en montée,.

## Déroulement de la course
Le premier chrono de référence est réalisé par le Français Rémi Cavagna (Soudal Quick-Step) en 35 min 42 s. Ce temps tient une bonne partie de l'après-midi, jusqu'au passage du Belge Wout van Aert (Jumbo-Visma) ; au coude-à-coude jusqu'au sommet de la côte de Domancy, ce dernier termine mieux le parcours que son adversaire et traverse la ligne d'arrivée avec quinze secondes d'avance.
La situation est secouée par la bataille pour le classement général. Adam Yates (UAE Emirates) réalise un excellent parcours et ravit la troisième place au jeune Espagnol Carlos Rodríguez (Ineos Grenadiers) pour cinq secondes, ce dernier étant même quasiment rattrapé sur la ligne par le maillot blanc Tadej Pogačar (UAE Emirates). Mais celui-ci était lui-même en point de mire du leader du Tour.
En tête à tous les points intermédiaires, le maillot jaune Jonas Vingegaard (Jumbo-Visma) gagne sa première étape sur ce Tour en dominant très largement tous ses adversaires. Il consolide ainsi sa place de premier au classement général. Son principal rival, le Slovène Tadej Pogačar, conserve sa deuxième place mais se trouve désormais relégué à une minute et quarante-huit secondes, malgré sa tactique consistant à changer de vélo en cours de parcours pour l'ascension de la côte de Domancy.
Un autre changement de vélo a eu un résultat plus positif pour son auteur : l'Italien Giulio Ciccone (Lidl-Trek), qui a fait du maillot à pois son objectif, a repris son vélo habituel à quelques kilomètres du pied de la côte de Domancy, afin de réaliser le meilleur chrono de cette montée et défendre son maillot face à Vingegaard et Pogačar qui le talonnent. Pour quelques secondes, il devance dans l'ordre le maillot jaune, Simon Yates (Jayco AlUla) et le maillot blanc. Il réussit ainsi son pari et conforte sa place au classement des grimpeurs. Le Français Alexis Renard (Cofidis), victime d'une chute sur le parcours, termine à 10 min 46 s du vainqueur du jour et est déclaré hors-délais pour une seconde, mais annonce que même repêché il ne serait pas reparti en raison d'une fracture au coude.

## Résultats
Cette section présente les résultats et prix obtenus au cours de l'étape.

### Classement de l'étape
| Classement de la 16e étape | Classement de la 16e étape | Classement de la 16e étape | Classement de la 16e étape | Classement de la 16e étape |
|                            | Coureur                    | Pays                       | Équipe                     | Temps                      |
| -------------------------- | -------------------------- | -------------------------- | -------------------------- | -------------------------- |
| 1er                        | Jonas Vingegaard           | Danemark                   | Jumbo-Visma                | en 32 min 36 s             |
| 2e                         | Tadej Pogačar              | Slovénie                   | UAE Team Emirates          | + 1 min 38 s               |
| 3e                         | Wout van Aert              | Belgique                   | Jumbo-Visma                | + 2 min 51 s               |
| 4e                         | Pello Bilbao               | Espagne                    | Bahrain Victorious         | + 2 min 55 s               |
| 5e                         | Simon Yates                | Royaume-Uni                | Team Jayco AlUla           | + 2 min 58 s               |
| 6e                         | Rémi Cavagna               | France                     | Soudal Quick-Step          | + 3 min 6 s                |
| 7e                         | Adam Yates                 | Royaume-Uni                | UAE Team Emirates          | + 3 min 12 s               |
| 8e                         | Mattias Skjelmose Jensen   | Danemark                   | Lidl-Trek                  | + 3 min 21 s               |
| 9e                         | Mads Pedersen              | Danemark                   | Lidl-Trek                  | + 3 min 31 s               |
| 10e                        | David Gaudu                | France                     | Groupama-FDJ               | + 3 min 31 s               |
| modifier                   |                            |                            |                            |                            |

### Classement aux points intermédiaires
| Classement intermédiaire no 1 Passy Chef-lieu (km 7,1) | Classement intermédiaire no 1 Passy Chef-lieu (km 7,1) | Classement intermédiaire no 1 Passy Chef-lieu (km 7,1) | Classement intermédiaire no 1 Passy Chef-lieu (km 7,1) | Classement intermédiaire no 1 Passy Chef-lieu (km 7,1) |
|                                                        | Coureur                                                | Pays                                                   | Équipe                                                 | Temps                                                  |
| ------------------------------------------------------ | ------------------------------------------------------ | ------------------------------------------------------ | ------------------------------------------------------ | ------------------------------------------------------ |
| 1er                                                    | Jonas Vingegaard                                       | Danemark                                               | Jumbo-Visma                                            | en 9 min 54 s                                          |
| 2e                                                     | Tadej Pogačar                                          | Slovénie                                               | UAE Team Emirates                                      | + 16 s                                                 |
| 3e                                                     | Stefan Küng                                            | Suisse                                                 | Groupama-FDJ                                           | + 42 s                                                 |
| 4e                                                     | Simon Yates                                            | Royaume-Uni                                            | Team Jayco AlUla                                       | + 44 s                                                 |
| 5e                                                     | Pello Bilbao                                           | Espagne                                                | Bahrain Victorious                                     | + 45 s                                                 |
| 6e                                                     | Adam Yates                                             | Royaume-Uni                                            | UAE Team Emirates                                      | + 47 s                                                 |
| 7e                                                     | Rémi Cavagna                                           | France                                                 | Soudal Quick-Step                                      | + 48 s                                                 |
| 8e                                                     | Carlos Rodríguez                                       | Espagne                                                | Ineos Grenadiers                                       | + 48 s                                                 |
| 9e                                                     | Wout van Aert                                          | Belgique                                               | Jumbo-Visma                                            | + 49 s                                                 |
| 10e                                                    | Mads Pedersen                                          | Danemark                                               | Lidl-Trek                                              | + 52 s                                                 |
| modifier                                               |                                                        |                                                        |                                                        |                                                        |

| Classement intermédiaire no 2 Domancy (km 16,1) | Classement intermédiaire no 2 Domancy (km 16,1) | Classement intermédiaire no 2 Domancy (km 16,1) | Classement intermédiaire no 2 Domancy (km 16,1) | Classement intermédiaire no 2 Domancy (km 16,1) |
|                                                 | Coureur                                         | Pays                                            | Équipe                                          | Temps                                           |
| ----------------------------------------------- | ----------------------------------------------- | ----------------------------------------------- | ----------------------------------------------- | ----------------------------------------------- |
| 1er                                             | Jonas Vingegaard                                | Danemark                                        | Jumbo-Visma                                     | en 19 min 5 s                                   |
| 2e                                              | Tadej Pogačar                                   | Slovénie                                        | UAE Team Emirates                               | + 31 s                                          |
| 3e                                              | Rémi Cavagna                                    | France                                          | Soudal Quick-Step                               | + 51 s                                          |
| 4e                                              | Stefan Küng                                     | Suisse                                          | Groupama-FDJ                                    | + 53 s                                          |
| 5e                                              | Mads Pedersen                                   | Danemark                                        | Lidl-Trek                                       | + 1 min 4 s                                     |
| 6e                                              | Wout van Aert                                   | Belgique                                        | Jumbo-Visma                                     | + 1 min 11 s                                    |
| 7e                                              | Jonathan Castroviejo                            | Espagne                                         | Ineos Grenadiers                                | + 1 min 16 s                                    |
| 8e                                              | Kasper Asgreen                                  | Danemark                                        | Soudal Quick-Step                               | + 1 min 17 s                                    |
| 9e                                              | Adam Yates                                      | Royaume-Uni                                     | UAE Team Emirates                               | + 1 min 18 s                                    |
| 10e                                             | Simon Yates                                     | Royaume-Uni                                     | Team Jayco AlUla                                | + 1 min 20 s                                    |
| modifier                                        |                                                 |                                                 |                                                 |                                                 |

| \| Classement intermédiaire no 3 Côte de Domancy (km 18,9) \| Classement intermédiaire no 3 Côte de Domancy (km 18,9) \| Classement intermédiaire no 3 Côte de Domancy (km 18,9) \| Classement intermédiaire no 3 Côte de Domancy (km 18,9) \| Classement intermédiaire no 3 Côte de Domancy (km 18,9) \| \| \| Coureur \| Pays \| Équipe \| Temps \| \| ------------------------------------------------------- \| ------------------------------------------------------- \| ------------------------------------------------------- \| ------------------------------------------------------- \| ------------------------------------------------------- \| \| 1er \| Jonas Vingegaard \| Danemark \| Jumbo-Visma \| en 25 min 52 s \| \| 2e \| Tadej Pogačar \| Slovénie \| UAE Team Emirates \| + 1 min 5 s \| \| 3e \| Wout van Aert \| Belgique \| Jumbo-Visma \| + 1 min 50 s \| \| 4e \| Rémi Cavagna \| France \| Soudal Quick-Step \| + 1 min 52 s \| \| 5e \| Simon Yates \| Royaume-Uni \| Team Jayco AlUla \| + 1 min 53 s \| \| 6e \| Adam Yates \| Royaume-Uni \| UAE Team Emirates \| + 2 min 5 s \| \| 7e \| Pello Bilbao \| Espagne \| Bahrain Victorious \| + 2 min 11 s \| \| 8e \| Carlos Rodríguez \| Espagne \| Ineos Grenadiers \| + 2 min 12 s \| \| 9e \| Mads Pedersen \| Danemark \| Lidl-Trek \| + 2 min 16 s \| \| 10e \| Stefan Küng \| Suisse \| Groupama-FDJ \| + 2 min 20 s \| \| modifier \| \| \| \| \| |                  |             |                    |                |
| Classement intermédiaire no 3 Côte de Domancy (km 18,9) |                  |             |                    |                |
| | Coureur          | Pays        | Équipe             | Temps          |
| 1er | Jonas Vingegaard | Danemark    | Jumbo-Visma        | en 25 min 52 s |
| 2e | Tadej Pogačar    | Slovénie    | UAE Team Emirates  | + 1 min 5 s    |
| 3e | Wout van Aert    | Belgique    | Jumbo-Visma        | + 1 min 50 s   |
| 4e | Rémi Cavagna     | France      | Soudal Quick-Step  | + 1 min 52 s   |
| 5e | Simon Yates      | Royaume-Uni | Team Jayco AlUla   | + 1 min 53 s   |
| 6e | Adam Yates       | Royaume-Uni | UAE Team Emirates  | + 2 min 5 s    |
| 7e | Pello Bilbao     | Espagne     | Bahrain Victorious | + 2 min 11 s   |
| 8e | Carlos Rodríguez | Espagne     | Ineos Grenadiers   | + 2 min 12 s   |
| 9e | Mads Pedersen    | Danemark    | Lidl-Trek          | + 2 min 16 s   |
| 10e | Stefan Küng      | Suisse      | Groupama-FDJ       | + 2 min 20 s   |
| modifier |                  |             |                    |                |

### Pénalité en temps
| \| Coureur \| Pays \| Équipe \| Secondes \| \| ----------- \| ------ \| ------------ \| -------- \| \| Stefan Küng \| Suisse \| Groupama-FDJ \| + 20 s \| |        |              |          |
| Coureur | Pays   | Équipe       | Secondes |
| Stefan Küng | Suisse | Groupama-FDJ | + 20 s   |

### Points attribués
| \| Arrivée d'étape Combloux (km 22,4) \| Arrivée d'étape Combloux (km 22,4) \| Arrivée d'étape Combloux (km 22,4) \| Arrivée d'étape Combloux (km 22,4) \| Arrivée d'étape Combloux (km 22,4) \| \| ---------------------------------- \| ---------------------------------- \| ---------------------------------- \| ---------------------------------- \| ---------------------------------- \| \| \| Coureur \| Pays \| Équipe \| Point(s) \| \| 1er \| Jonas Vingegaard \| Danemark \| Jumbo-Visma \| 20 \| \| 2e \| Tadej Pogačar \| Slovénie \| UAE Team Emirates \| 17 \| \| 3e \| Wout van Aert \| Belgique \| Jumbo-Visma \| 15 \| \| 4e \| Pello Bilbao \| Espagne \| Bahrain Victorious \| 13 \| \| 5e \| Simon Yates \| Royaume-Uni \| Team Jayco AlUla \| 11 \| \| 6e \| Rémi Cavagna \| France \| Soudal Quick-Step \| 10 \| \| 7e \| Adam Yates \| Royaume-Uni \| UAE Team Emirates \| 9 \| \| 8e \| Mattias Skjelmose Jensen \| Danemark \| Lidl-Trek \| 8 \| \| 9e \| Mads Pedersen \| Danemark \| Lidl-Trek \| 7 \| \| 10e \| David Gaudu \| France \| Groupama-FDJ \| 6 \| \| 11e \| Jonathan Castroviejo \| Espagne \| Ineos Grenadiers \| 5 \| \| 12e \| Carlos Rodríguez \| Espagne \| Ineos Grenadiers \| 4 \| \| 13e \| Felix Gall \| Autriche \| AG2R Citroën Team \| 3 \| \| 14e \| Sepp Kuss \| États-Unis \| Jumbo-Visma \| 2 \| \| 15e \| Kasper Asgreen \| Danemark \| Soudal Quick-Step \| 1 \| \| modifier \| \| \| \| \| |                          |             |                    |          |
| Arrivée d'étape Combloux (km 22,4) |                          |             |                    |          |
| | Coureur                  | Pays        | Équipe             | Point(s) |
| 1er | Jonas Vingegaard         | Danemark    | Jumbo-Visma        | 20       |
| 2e | Tadej Pogačar            | Slovénie    | UAE Team Emirates  | 17       |
| 3e | Wout van Aert            | Belgique    | Jumbo-Visma        | 15       |
| 4e | Pello Bilbao             | Espagne     | Bahrain Victorious | 13       |
| 5e | Simon Yates              | Royaume-Uni | Team Jayco AlUla   | 11       |
| 6e | Rémi Cavagna             | France      | Soudal Quick-Step  | 10       |
| 7e | Adam Yates               | Royaume-Uni | UAE Team Emirates  | 9        |
| 8e | Mattias Skjelmose Jensen | Danemark    | Lidl-Trek          | 8        |
| 9e | Mads Pedersen            | Danemark    | Lidl-Trek          | 7        |
| 10e | David Gaudu              | France      | Groupama-FDJ       | 6        |
| 11e | Jonathan Castroviejo     | Espagne     | Ineos Grenadiers   | 5        |
| 12e | Carlos Rodríguez         | Espagne     | Ineos Grenadiers   | 4        |
| 13e | Felix Gall               | Autriche    | AG2R Citroën Team  | 3        |
| 14e | Sepp Kuss                | États-Unis  | Jumbo-Visma        | 2        |
| 15e | Kasper Asgreen           | Danemark    | Soudal Quick-Step  | 1        |
| modifier |                          |             |                    |          |

### Cols et côtes
| \| Côte de Domancy (km 18,9) 2e catégorie (2,5 km à 9,4 %) \| Côte de Domancy (km 18,9) 2e catégorie (2,5 km à 9,4 %) \| Côte de Domancy (km 18,9) 2e catégorie (2,5 km à 9,4 %) \| Côte de Domancy (km 18,9) 2e catégorie (2,5 km à 9,4 %) \| Côte de Domancy (km 18,9) 2e catégorie (2,5 km à 9,4 %) \| \| ------------------------------------------------------- \| ------------------------------------------------------- \| ------------------------------------------------------- \| ------------------------------------------------------- \| ------------------------------------------------------- \| \| \| Coureur \| Pays \| Équipe \| Point(s) \| \| 1er \| Giulio Ciccone \| Italie \| Lidl-Trek \| 5 \| \| 2e \| Jonas Vingegaard \| Danemark \| Jumbo-Visma \| 3 \| \| 3e \| Simon Yates \| Royaume-Uni \| Team Jayco AlUla \| 2 \| \| 4e \| Tadej Pogačar \| Slovénie \| UAE Team Emirates \| 1 \| \| modifier \| \| \| \| \| |                  |             |                   |          |
| Côte de Domancy (km 18,9) 2e catégorie (2,5 km à 9,4 %) |                  |             |                   |          |
| | Coureur          | Pays        | Équipe            | Point(s) |
| 1er | Giulio Ciccone   | Italie      | Lidl-Trek         | 5        |
| 2e | Jonas Vingegaard | Danemark    | Jumbo-Visma       | 3        |
| 3e | Simon Yates      | Royaume-Uni | Team Jayco AlUla  | 2        |
| 4e | Tadej Pogačar    | Slovénie    | UAE Team Emirates | 1        |
| modifier |                  |             |                   |          |

## Classements à l'issue de l'étape
Cette section présente le classement général et les différents classements annexes à l'issue de l'étape.

### Classement général
| Classement général | Classement général | Classement général | Classement général | Classement général |
|                    | Coureur            | Pays               | Équipe             | Temps              |
| ------------------ | ------------------ | ------------------ | ------------------ | ------------------ |
| 1er                | Jonas Vingegaard   | Danemark           | Jumbo-Visma        | en 63 h 6 min 53 s |
| 2e                 | Tadej Pogačar      | Slovénie           | UAE Team Emirates  | + 1 min 48 s       |
| 3e                 | Adam Yates         | Royaume-Uni        | UAE Team Emirates  | + 8 min 52 s       |
| 4e                 | Carlos Rodríguez   | Espagne            | Ineos Grenadiers   | + 8 min 57 s       |
| 5e                 | Jai Hindley        | Australie          | Bora-Hansgrohe     | + 11 min 15 s      |
| 6e                 | Sepp Kuss          | États-Unis         | Jumbo-Visma        | + 12 min 56 s      |
| 7e                 | Pello Bilbao       | Espagne            | Bahrain Victorious | + 13 min 6 s       |
| 8e                 | Simon Yates        | Royaume-Uni        | Team Jayco AlUla   | + 13 min 46 s      |
| 9e                 | David Gaudu        | France             | Groupama-FDJ       | + 17 min 38 s      |
| 10e                | Felix Gall         | Autriche           | AG2R Citroën Team  | + 18 min 19 s      |
| modifier           |                    |                    |                    |                    |

| Classement par points | Classement par points | Classement par points | Classement par points    | Classement par points |
| --------------------- | --------------------- | --------------------- | ------------------------ | --------------------- |
|                       | Coureur               | Pays                  | Équipe                   | Point(s)              |
| 1er                   | Jasper Philipsen      | Belgique              | Alpecin-Deceuninck       | 323 points            |
| 2e                    | Mads Pedersen         | Danemark              | Lidl-Trek                | 186 pts               |
| 3e                    | Bryan Coquard         | France                | Cofidis                  | 178 pts               |
| 4e                    | Wout van Aert         | Belgique              | Jumbo-Visma              | 154 pts               |
| 5e                    | Tadej Pogačar         | Slovénie              | UAE Team Emirates        | 146 pts               |
| 6e                    | Jordi Meeus           | Belgique              | Bora-Hansgrohe           | 96 pts                |
| 7e                    | Jonas Vingegaard      | Danemark              | Jumbo-Visma              | 94 pts                |
| 8e                    | Dylan Groenewegen     | Pays-Bas              | Team Jayco AlUla         | 92 pts                |
| 9e                    | Biniam Girmay         | Érythrée              | Intermarché-Circus-Wanty | 90 pts                |
| 10e                   | Michael Woods         | Canada                | Israel-Premier Tech      | 88 pts                |
| modifier              |                       |                       |                          |                       |

| Classement du meilleur grimpeur | Classement du meilleur grimpeur | Classement du meilleur grimpeur | Classement du meilleur grimpeur | Classement du meilleur grimpeur |
| ------------------------------- | ------------------------------- | ------------------------------- | ------------------------------- | ------------------------------- |
|                                 | Coureur                         | Pays                            | Équipe                          | Point(s)                        |
| 1er                             | Giulio Ciccone                  | Italie                          | Lidl-Trek                       | 63 points                       |
| 2e                              | Neilson Powless                 | États-Unis                      | EF Education-EasyPost           | 58 pts                          |
| 3e                              | Jonas Vingegaard                | Danemark                        | Jumbo-Visma                     | 57 pts                          |
| 4e                              | Tadej Pogačar                   | Slovénie                        | UAE Team Emirates               | 49 pts                          |
| 5e                              | Wout van Aert                   | Belgique                        | Jumbo-Visma                     | 47 pts                          |
| 6e                              | Felix Gall                      | Autriche                        | AG2R Citroën Team               | 32 pts                          |
| 7e                              | Jai Hindley                     | Australie                       | EF Education-EasyPost           | 31 pts                          |
| 8e                              | Tobias Halland Johannessen      | Norvège                         | Uno-X Pro Cycling Team          | 30 pts                          |
| 9e                              | Michał Kwiatkowski              | Pologne                         | Ineos Grenadiers                | 30 pts                          |
| 10e                             | Michael Woods                   | Canada                          | Israel-Premier Tech             | 28 pts                          |
| modifier                        |                                 |                                 |                                 |                                 |

| Classement général du meilleur jeune | Classement général du meilleur jeune | Classement général du meilleur jeune | Classement général du meilleur jeune | Classement général du meilleur jeune |
|                                      | Coureur                              | Pays                                 | Équipe                               | Temps                                |
| ------------------------------------ | ------------------------------------ | ------------------------------------ | ------------------------------------ | ------------------------------------ |
| 1er                                  | Tadej Pogačar                        | Slovénie                             | UAE Team Emirates                    | en 63 h 8 min 41 s                   |
| 2e                                   | Carlos Rodríguez                     | Espagne                              | Ineos Grenadiers                     | + 7 min 9 s                          |
| 3e                                   | Felix Gall                           | Autriche                             | AG2R Citroën Team                    | + 16 min 31 s                        |
| 4e                                   | Tom Pidcock                          | Royaume-Uni                          | Ineos Grenadiers                     | + 20 min 44 s                        |
| 5e                                   | Mattias Skjelmose Jensen             | Danemark                             | Lidl-Trek                            | + 1 h 23 min 59 s                    |
| 6e                                   | Mathieu Burgaudeau                   | France                               | TotalEnergies                        | + 1 h 24 min 41 s                    |
| 7e                                   | Tobias Halland Johannessen           | Norvège                              | Uno-X Pro Cycling Team               | + 2 h 8 min 10 s                     |
| 8e                                   | Maxim Van Gils                       | Belgique                             | Lotto Dstny                          | + 2 h 27 min 46 s                    |
| 9e                                   | Clément Champoussin                  | France                               | Arkéa-Samsic                         | + 2 h 32 min 16 s                    |
| 10e                                  | Matîs Louvel                         | France                               | Arkéa-Samsic                         | + 2 h 39 min 47 s                    |
| modifier                             |                                      |                                      |                                      |                                      |

| Classement par équipes | Classement par équipes | Classement par équipes | Classement par équipes |
|                        | Équipe                 | Pays                   | Temps                  |
| ---------------------- | ---------------------- | ---------------------- | ---------------------- |
| 1re                    | Jumbo-Visma            | Pays-Bas               | en 190 h 6 min 22 s    |
| 2e                     | Ineos Grenadiers       | Royaume-Uni            | + 9 min 42 s           |
| 3e                     | UAE Team Emirates      | Émirats arabes unis    | + 11 min 36 s          |
| 4e                     | Bahrain Victorious     | Bahreïn                | + 15 min 28 s          |
| 5e                     | Groupama-FDJ           | France                 | + 48 min 31 s          |
| 6e                     | Bora-Hansgrohe         | Allemagne              | + 1 h 25 min 28 s      |
| 7e                     | AG2R Citroën Team      | France                 | + 1 h 34 min 24 s      |
| 8e                     | Movistar Team          | Espagne                | + 2 h 46 min 42 s      |
| 9e                     | Team Jayco AlUla       | Australie              | + 2 h 47 min 4 s       |
| 10e                    | Cofidis                | France                 | + 3 h 26 min 15 s      |
| modifier               |                        |                        |                        |

## Abandons
Un coureur a abandonné lors de la 16e étape :
- Matteo Jorgenson (Movistar Team) : non-partant.